# Championnat du monde des clubs masculin de volley-ball 2010
Navigation
2009 2011
Le Championnat du monde des clubs de volley-ball masculin 2010 est la sixième édition du Championnat du monde des clubs de volley-ball masculin organisé par la Fédération internationale de volley-ball. Elle se déroule du 15 au 21 décembre 2010 au Qatar pour la deuxième fois de son histoire. Tous les matches sont joués à la salle « Al Gharafa » à Doha.
L'Itas Diatec Trente est sacrée championne du monde pour la deuxième année consécutive.

## Déroulement de la compétition
Le format du Championnat du monde des clubs, en vigueur à partir de 2009, prévoit la division de huit équipes en deux groupes, A et B. 
Les deux premières équipes de chaque groupes se qualifient pour les demi-finales (le premier du groupe A rencontre le second du groupe B, et vice-versa). Les équipes classées troisième et quatrième des groupes sont éliminées et sont incluses dans le classement final à la cinquième place.
Les gagnants des demi-finales se disputent la victoire finale, tandis que les perdants s'affrontent pour la troisième place.

## Participants
| Club               | Pays       | Confédération | Titre                                |
| ------------------ | ---------- | ------------- | ------------------------------------ |
| Itas Diatec Trente | Italie     | CEV           | Champion d'Europe // Tenant du Titre |
| Drean Bolivar      | Argentine  | CSV           | Champion d'Amérique du Sud           |
| Payakan Teheran    | Iran       | AVC           | Champion d'Asie                      |
| Al-Ahly            | Égypte     | CAVB          | Champion d'Afrique                   |
| Al Arabi Doha      | Qatar      | AVC           | Hôte                                 |
| Skra Bełchatów     | Pologne    | CEV           | Wild card                            |
| Dynamo Moscou      | Russie     | CEV           | Wild card                            |
| Team Paul Mitchell | États-Unis | NORCECA       | Wild card                            |

## Phase de groupes

### Composition des groupes
| Groupe A - PGE Skra Bełchatów - Al-Ahly - Al-Arabi VC\|Al Arabi Doha - Payakan Teheran VC\|Payakan Teheran | Groupe B - Itas Diatec Trente - Dynamo Moscou - Drean Bolivar - Team Paul Mitchell |

### Résultats
| Groupe A |                               |     |                                   |
|          |                               |     |                                   |
| 15-12    | Al Ahli - Al Arabi            | 1-3 | 17-25, 27-25, 17-25, 20-25        |
| 16-12    | PGE Skra Bełchatów - Payakan  | 3-2 | 24-26, 25-21, 25-22, 20-25, 15-12 |
| 17-12    | Al Ahli - Payakan             | 0-3 | 20-25, 19-25, 19-25               |
| 17-12    | PGE Skra Bełchatów - Al Arabi | 3-0 | 25-22, 25-22, 25-15               |
| 19-12    | PGE Skra Bełchatów - Al Ahli  | 3-0 | 25-13, 25-10, 25-22               |
| 19-12    | Payakan - Al Arabi            | 3-1 | 25-15, 25-22, 25-27, 25-16        |

| Groupe B |                                    |     |                            |
|          |                                    |     |                            |
| 15-12    | Mitchell - Bolivar                 | 1-3 | 25-23, 25-27, 19-25, 21-25 |
| 16-12    | Itas Diatec Trente - Dynamo Moscou | 3-0 | 25-21, 25-23, 27-25        |
| 17-12    | Dynamo Moscou - Mitchell           | 3-0 | 25-16, 25-14, 25-23        |
| 17-12    | Itas Diatec Trente- Bolivar        | 3-1 | 25-16, 25-15, 23-25, 25-22 |
| 19-12    | Dynamo Moscou - Bolivar            | 1-3 | 22-25, 22-25, 25-21, 19-25 |
| 19-12    | Itas Diatec Trente - Mitchell      | 3-0 | 25-22, 25-19, 25-20        |

### Classements
| Groupe A | Groupe A           | Groupe A | Partie | Partie | Set | Set | Set   | Point | Point | Point |
| #        | Équipe             | Pt       | V      | P      | V   | P   | Qz    | V     | P     | Qz    |
| -------- | ------------------ | -------- | ------ | ------ | --- | --- | ----- | ----- | ----- | ----- |
| 1        | PGE Skra Bełchatów | 6        | 3      | 0      | 9   | 2   | 4.500 | 259   | 210   | 1.233 |
| 2        | Payakan Teheran    | 5        | 2      | 1      | 8   | 4   | 2.000 | 281   | 247   | 1.138 |
| 3        | Al Arabi           | 4        | 1      | 2      | 4   | 7   | 0.571 | 239   | 256   | 0.934 |
| 4        | Al Ahli            | 3        | 0      | 3      | 1   | 9   | 0.111 | 184   | 250   | 0.736 |

| Groupe A | Groupe A           | Groupe A | Partie | Partie | Set | Set | Set   | Point | Point | Point |
| #        | Équipe             | Pt       | V      | P      | V   | P   | Qz    | V     | P     | Qz    |
| -------- | ------------------ | -------- | ------ | ------ | --- | --- | ----- | ----- | ----- | ----- |
| 1        | Itas Diatec Trente | 6        | 3      | 0      | 9   | 1   | 9.000 | 250   | 208   | 1.201 |
| 2        | Drean Bolivar      | 5        | 2      | 1      | 7   | 5   | 1.400 | 274   | 276   | 0.992 |
| 3        | Dynamo Moscou      | 4        | 1      | 2      | 4   | 6   | 0.666 | 232   | 226   | 1.026 |
| 4        | Mitchell           | 3        | 0      | 3      | 1   | 9   | 0.111 | 204   | 250   | 0.816 |

## Phase finale
|  | Demi-finales                                     | Demi-finales                         |                        |   | Finale                                     | Finale                                     |
|  | Demi-finales                                     | Demi-finales                         |                        |   | Finale                                     | Finale                                     |
|  |                                                  |                                      |                        |   |                                            |                                            |
|  | Doha, 20-12-2010 (27-25 25-18 25-14)             | Doha, 20-12-2010 (27-25 25-18 25-14) |                        |   | Doha, 21-12-2010 (22-25 19-25 25-20 16-25) | Doha, 21-12-2010 (22-25 19-25 25-20 16-25) |
|  | Doha, 20-12-2010 (27-25 25-18 25-14)             | Doha, 20-12-2010 (27-25 25-18 25-14) |                        |   | Doha, 21-12-2010 (22-25 19-25 25-20 16-25) | Doha, 21-12-2010 (22-25 19-25 25-20 16-25) |
|  | PGE Skra Bełchatów                               | 3                                    |                        |   | Doha, 21-12-2010 (22-25 19-25 25-20 16-25) | Doha, 21-12-2010 (22-25 19-25 25-20 16-25) |
|  | PGE Skra Bełchatów                               | 3                                    |                        |   | Doha, 21-12-2010 (22-25 19-25 25-20 16-25) | Doha, 21-12-2010 (22-25 19-25 25-20 16-25) |
|  | Drean Bolivar                                    | 0                                    |                        |   | Doha, 21-12-2010 (22-25 19-25 25-20 16-25) | Doha, 21-12-2010 (22-25 19-25 25-20 16-25) |
|  | Drean Bolivar                                    | 0                                    | PGE Skra Bełchatów     | 1 |                                            |                                            |
|  | Doha, 20-12-2010 (25-23 25-19 25-17)             |                                      | PGE Skra Bełchatów     | 1 |                                            |                                            |
|  |                                                  | Trentino Volley                      | 3                      |   |                                            |                                            |
|  | Trentino Volley                                  | Trentino Volley                      | 3                      | 3 |                                            |                                            |
|  | Trentino Volley                                  |                                      |                        | 3 |                                            |                                            |
|  | Payakan Teheran                                  | 0                                    |                        |   |                                            |                                            |
|  | Payakan Teheran                                  | 0                                    | Match pour la 3e place |   |                                            |                                            |
|  |                                                  |                                      |                        |   |                                            |                                            |
|  | Doha, 20-12-2010 (25-23 25-23 23-25 20-25 13-15) |                                      |                        |   |                                            |                                            |
|  |                                                  |                                      |                        |   |                                            |                                            |
|  | Drean Bolivar                                    | 2                                    |                        |   |                                            |                                            |
|  | Drean Bolivar                                    | 2                                    |                        |   |                                            |                                            |
|  | Payakan Teheran                                  | 3                                    |                        |   |                                            |                                            |
|  | Payakan Teheran                                  | 3                                    |                        |   |                                            |                                            |

## Récompenses
- MVP :  Osmany Juantorena (Trentino Volley)
- Meilleur serveur :  Luciano De Cecco (Drean Bolivar)
- Meilleur passeur :  Raphael Vieira de Oliveira (Trentino Volley)
- Meilleur libero :  Paweł Zatorski (PGE Skra Bełchatów)
- Meilleur central :  Mohammad Mousavi (Payakan Teheran)
- Meilleur attaquant : Osmany Juantorena (Trentino Volley)
- Meilleur marqueur :  Federico Pereyra (Drean Bolivar)

## Classement final
| Rang | Club               | Nation     | Confédération | Prime     |
| ---- | ------------------ | ---------- | ------------- | --------- |
| 1    | Trentino Volley    | Italie     | CEV           | 250 000 $ |
| 2    | PGE Skra Bełchatów | Pologne    | CEV           | 170 000 $ |
| 3    | Payakan Teheran    | Iran       | AVC           | 120 000 $ |
| 4    | Drean Bolivar      | Argentine  | CSV           | 90 000 $  |
| 5    | Dynamo Moscou      | Russie     | CEV           | 30 000 $  |
| 5    | Al Arabi Doha      | Qatar      | AVC           | 30 000 $  |
| 5    | Team Paul Mitchell | États-Unis | NORCECA       | 30 000 $  |
| 5    | Al-Ahly            | Égypte     | CAV           | 30 000 $  |